# ARID1B相關疾患
ARID1B相關疾患（ARID1B-related disorder）是一個由ARID1B基因突變所造成的疾病。其臨床表現包括臉部畸型、發展遲緩、智能障礙、第五指遠端指節發育不全等等。

## 致病機轉及診斷
ARID1B (AT-rich interactive domain-containing protein 1B) 是SWI/SNF複合體中的重要組成蛋白，因此ARID1B的致病突變將會影響SWI/SNF的正常功能，包括調控基因表現、DNA轉錄、染色質重構等。由於SWI/SNF複合體中各組成蛋白的突變有相似的臨床表現，也有學者認為應該將SWI/SNF中各蛋白（如ARID1A、SMARCA4、SMARCB1、SOX11）突變所造成的疾病統稱為「SWI/SNF相關智能障礙疾病」（SWI/SNF-related intellectual disability disorders）。
目前診斷方式為臨床表現和ARID1B基因檢測。

## 臨床表現
ARID1B突變所造成的影響非常廣泛，常見臨床表現有：智能障礙、肌張力低下、聽力缺損、餵食困難、喉頭軟化、言語發展遲緩、動作發展遲緩、面部指節畸型等等。
有研究指出ARID1B突變是智能障礙患者胼胝體發育不全的主要原因。

## 預後
由於目前發現的個案數量有限，ARID1B相關疾患對預期壽命的影響仍不明確。芬蘭學者Määttänen曾在2018年發表過一位69歲ARID1B相關疾患女性患者的個案報告。